# کارخانه نخریسی مشهد
کارخانهٔ نخریسی مشهد؛ نام کارخانه‌ای تاریخی مربوط به دورهٔ پهلوی اول است و در شهرستان مشهد، شهر مشهد، چهارراه نخریسی، تقاطع خیابان هفده شهریور و فدائیان اسلام واقع شده است.
این بنا در تاریخ ۱۰ تیر ۱۳۹۹ با شمارهٔ ثبت ۳۲۸۴۱ به‌عنوان یکی از آثار ملی ایران به ثبت رسیده است.

## تاریخچه
شرکت نخ‌ریسی و نساجی خسروی مشهد در سال ۱۳۱۳ پایه‌گذاری شد و از ۱۳۱۶ فعالیت خود را در محل این کارخانه آغاز کرد. با وجود توسعهٔ خط تولید و به‌روزرسانی ماشین‌آلات در سال‌های ۱۳۶۱ تا ۱۳۶۷، این کارخانه در سال ۱۳۸۵ تعطیل شد و خط تولید شرکت نخ‌ریسی و نساجی خسروی به نیشابور منتقل شد. پس از آن، آستان قدس رضوی تحت عنوان «استفاده از موقوفات» این بنا را به «موزه زنده زیارت» تبدیل کرد.

### محله نخریسی مشهد
به‌دلیل نقش پررنگ شهر مشهد در صنعت فرش، در دوره پهلوی اول صنعت نخ‌ریسی برای استفادهٔ محصول آن در تولید فرش در مشهد پایه‌گذاری شد. با وجود این که بوق آغاز و پایان کار این کارخانه تا مدت‌ها نماد آغاز و پایان کار مشاغل در مشهد بود، اما مناطق اطراف این کارخانه، به دلیل وسعت کمتر شهر نسبت به وسعت امروزی، خالی از سکنه بود. با این حال، با وقوع سیل ۱۳۲۹ مشهد، خانه‌هایی برای اسکان افراد سیل‌زده در نزدیکی یکی از دروازه‌های مشهد در اطراف کارخانه احداث شد. این محله بعدها در میان اهالی مشهد به «شهرک سیل‌زدگان» معروف شد. پس از ایجاد این منطقهٔ مسکونی در نزدیکی کارخانه، کارگران نخ‌ریسی به‌منظور نزدیک بودن محل کار به محل سکونت در همین نواحی ساکن شدند و این امر منجر به ایجاد «محلهٔ نخ‌ریسی» شد.

## ویژگی‌ها
وسعت فضای کلی این کارخانه برابر با ۶۶ هزار متر مربع و زیربنای آن معادل ۲۵ هزار متر مربع است.